# Aposopsyllus vermiculiformis
Aposopsyllus vermiculiformis är en kräftdjursart. Aposopsyllus vermiculiformis ingår i släktet Aposopsyllus och familjen Paramesochridae. Inga underarter finns listade i Catalogue of Life.